# Pristimantis padiali
Espèce
Pristimantis padiali est une espèce d'amphibiens de la famille des Craugastoridae.

## Répartition
Cette espèce est endémique de la province de Maynas dans la région de Loreto au Pérou. Elle se rencontre à Mazán vers 110 m d'altitude.

## Description
Le mâle mesure 26,5 mm et la femelle 33,0 mm

## Étymologie
Cette espèce est nommée en l'honneur de José Manuel Padial.

## Publication originale
- Moravec, Lehr, Perez Peña, Lopez, Urrutia & Tuanama, 2010 : A new green, arboreal species of Pristimantis (Anura: Strabomantidae) from Amazonian Peru. Vertebrate Zoology, vol. 60, no 3, p. 225-232 (texte intégral).